# Малий флот
Малий флот — історичний термін теорії військово-морського мистецтва, під яким мався на увазі флот, який має в своєму складі в основному невеликі кораблі і поступається противнику перш за все в лінійних кораблях. Термін з'явився на початку XX століття й відбивав пошуки способів боротьби легкими силами флоту проти окремих груп великих кораблів супротивника, порушення його комунікацій і захисту свого узбережжя.

## Розвиток теорії малого флоту в СРСР
Теорія «Малого флоту» в 1920-ті—1930-ті роки була прийнята в СРСР, як офіційна військово-морська доктрина. На її основі були розроблені суднобудівні програми 1926, 1929, 1933 років, які передбачали в першу чергу будівництво підводних човнів і торпедних катерів, й в останню — крейсерів, ескадрених міноносців і лідерів ескадрених міноносців. Будівництво лінкорів, лінійних і важких крейсерів для ВМФ СРСР вони не передбачали.
В 1936 році була прийнята програма будівництва радянського «Великого морського й океанського флоту», яка змінила доктрину «Малого флоту». Її реалізація розпочалася в 1938 році.